# 張維翰

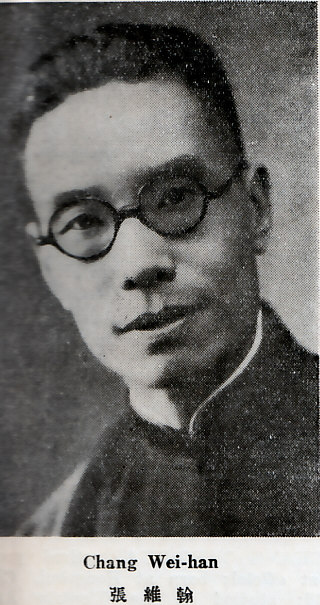
《中国名人录（第四版）》中的張維翰照片

張維翰（1886年12月29日—1979年9月1日）字蒓漚，雲南昭通大關人，中华民国政治人物、法学家。

## 生平

### 昆明督办
張維翰毕业自公立雲南法政学堂。1908年（光緒34年）入陆军第十九鎮第37協担任随营学堂教師兼司令部秘書。昆明重九起義时，張維翰参加革命派。
1912年（民国元年），加入国民党。此后为滇系领导人唐继尧的部下。以後，历任雲南省行政公署总務科科長、黑盐井区盐務督煎总办兼盐兴县知事、箇旧县知事。1915年（民国4年）12月護国战争爆发，張維翰参加護国軍，同袁世凱支持的广東将軍龙济光軍交战，張維翰负重傷。後護国軍勝利，張維翰伤愈。1916年（民国5年）7月，入四川，被蔡鍔任命为四川督軍公署秘書長。翌年秋，返回雲南。
1918年（民国7年）冬，張維翰奉唐继尧派遣，出席广州軍政府召开的地方行政会議。不久，張維翰赴日本，入東京帝国大学学习東京市政及地方行政。1922年（民国11年）3月，回到雲南省，被任命为蒙自道尹，准备开始实施昆明市市政建设。同年8月，设置昆明市，張維翰任第一任昆明市政公所督办。任职期间，張維翰3度赴日本，考察了東京市的关東大地震恢复状況及日本全国都市行政状況。

### 脱离滇系
1927年（民国16年）2月，唐继尧被支持国民政府的部下龙雲等四位鎮守使发动兵变推翻。1928年1月，龙云任云南省政府主席，成立雲南省政府。張維翰被龙云继续任用，担任云南省政府委員兼国民政府外交部特派駐雲南交涉員。同年末，参加在南京召开的有关越南的中法条約改訂会議。1929年（民国18年）12月，張維翰任云南省政府民政厅厅長。由于張維翰作为唐继尧旧政权的幹部受到龙云重用，張維翰被盧漢等滇军将领嫌恶。
1930年（民国19年）3月，盧汉等滇軍4位師長针对龙云发动兵变之際，孫渡（時任参謀長）及張維翰被盧汉等人当作「清君侧」的肃清目标。但兵变最终失败，張維翰保住了民政厅長的地位。但是，張維翰因该事件而对政務产生厌倦。結果，1931年（民国21年）8月辞去民政厅長职务。此后張維翰脱离滇系，转到国民政府中央任职。

### 国民政府中央的活動
1932年10月，張維翰被任命为立法院立法委員。1932年（民国21年）5月兼任立法院秘書長（任至1933年1月）。1939年（民国28年）6月，刚在5月当上内政部長的滇系元老周鍾嶽起用張維翰为内政部政務次長。1944年（民国33年）11月，張厲生接任内政部長，張維翰留任政務次長。
1946年（民国35年）1月，張維翰调任監察院雲貴監察区監察使。翌年，当选行憲国民大会代表。1949年（民国38年）4月，随着監察院監察区改組，張維翰改任川康区監察委員行署委員，但实际未就任。此後，張維翰逃往香港，充当教員。

### 晩年
1950年（民国39年），張維翰来到台湾。此後，历任中国国民党中央紀律委員会委員、政策委員会委員、中央評議委員。1965年（民国54年），升任監察院副院長。1972年（民国61年）5月至1973年3月，代理監察院院長。在学術方面，1968年（民国57年）任中華学術院詩学研究所所長，此后历任中国传统詩学会名誉理事長、诗经研究会名誉理事長、中国孔孟学会監事、船山学会監事。張維翰善于作詩、書法，晩年研究佛学。
1979年（民國68年）9月1日上午，張維翰在台灣病逝。享年94歲（滿92歳）。

## 著作
- 《都市計画》
- 《法制要論》
- 《行政法精義》
- 《地方自治实務》
- 《田園都市》